# 須藤公一
須藤 公一（すどう こういち、1977年7月5日 - ）は、日本の俳優、元子役。東京都足立区出身。太田プロダクション所属。

## 人物
- 幼少期より児童劇団東京宝映に所属。
- 劇団に入ったのは「人見知りが激しく、改善する為に母親が入れた」と本人談。
- 2009年から太田プロダクションに所属。
- 山田邦子主宰の「スター混声合唱団」のメンバーでもある。
- プロレス、B'z、広島カープ、カレーライス、鶏肉、じゃがいもが好き。尊敬する人はアントニオ猪木と、『シティーハンター』の冴羽獠である。
- 舞台で共演した桐谷美玲とも仲が良く、桐谷が出演した『TOKIOカケル』に「桐谷美玲をよく知る男性」としてコメントを寄せている。
- 近年はつかこうへい作品の舞台など、様々な作品に出演している。
- 『3年B組金八先生』では、兼末健次郎の兄・雄一郎を演じて世間にインパクトを与える[注 1]。
- 『ウルトラマンコスモス』にはTEAM EYESのメンバーであるドイガキコウジ隊員（マイペースな性格で、チームのムードメーカー的な存在）役で出演。『ウルトラマンコスモス』の撮影がクランクアップした際には、同作に登場したヤマワラワの面を被り、トランクス一枚で主人公・春野ムサシ役の杉浦太陽を祝福した（同作のDVD第15巻特典のメイキングより）。
- 『天までとどけ』の共演者達とは撮影終了後もいまだに交遊があり、岡江久美子や綿引勝彦、河相我聞らとも非常に仲が良い。2023年現在でも交遊は続き、出演者の中心的存在である。『天までとどけ』の母親役である岡江久美子が、2020年新型コロナウィルスに感染し死去した際には、ドラマの決め台詞である「みんなの幸せ、みんなの願い、天までとどけ」で追悼した。
- 子供の頃からの大のプロレスファンで、プロレス観戦の為、ドラマのオファーを断った事がある。
- レオパレス21のCMに、相撲取り役と空き地の擬人化役で2度起用されている。
- 『池袋ウエストゲートパーク』などで共演した長瀬智也との縁で、『俺の家の話』第1話にカメオ出演。
- つかこうへい復活祭2023 新・幕末純情伝において、勝海舟の父勝小吉役、通算100回を達成する。

## 出演

### テレビドラマ

#### NHK
- NHK子どもパビリオン ひかるサケ前編・後編（1990年4月13日・20日）
- クラインの壺（1996年3月、NHK教育）
- スキップ（1996年）
- スキッと一心太助（1999年9月10日 - 2000年3月17日） - 権太
- ハートネットTV（2012年、NHK Eテレ）
- 連続テレビ小説 あまちゃん 第40・41話（2013年5月） - スーパーの主任
- さんすう刑事ゼロ 第20回（2014年3月、NHK Eテレ） - 鈴木研一
- BS時代劇 雲霧仁左衛門2（2015年2月 - 3月、NHK BSプレミアム） - 弁治
- BS時代劇 雲霧仁左衛門3（2017年1月6日 - 2月、NHK BSプレミアム） - 弁治
- BS時代劇 雲霧仁左衛門4（2018年9月7日 - 10月、NHK BSプレミアム） - 弁治
- タリオ 復讐代行の2人 最終話（2020年11月20日） - 橘明義
- BS時代劇 雲霧仁左衛門5（2022年1月14日 - 3月、NHK BSプレミアム） - 弁治
- BS時代劇 雲霧仁左衛門6（2023年8月25日 - 10月、NHK BSプレミアム） - 弁治
- BS時代劇 雲霧仁左衛門ファイナル（2025年1月5日 - 2月、NHK BSNHK） - 弁治

#### 日本テレビ
- 忠臣蔵（1985年12月30・31日）
- 白虎隊（1986年12月30・31日） - 豊吉
- 火曜サスペンス劇場 妻の疑惑（1986年1月7日）
- 児童心理殺人事件（1989年08月10日）
- 卒業 父と母の偏差値（1990年7月12日）
- 男の事情シリーズ(3) それでも僕は母になりたい（1990年7月18日）
- 金田一少年の事件簿 学園七不思議殺人事件（1995年4月8日） - 尾ノ上貴裕
- 怖い日曜日（1999年）
- 恋のから騒ぎ 〜Love StoriesV〜「電報を打つ女」（2008年10月10日）
- 花咲舞が黙ってない 第3シリーズ 第9話（2024年6月8日、日本テレビ） - 杉下 役[1]

#### TBS系
- 愛の劇場
  - お鏡（1985年9月2日 - 10月18日）
  - 天までとどけ1～8（1991年 - 1999年） - 丸山五郎
- 花田春吉なんでもやります（1985年1月4日 - 3月29日）
- ガキ大将がやってきた（1987年4月14日 - 9月22日）
- ネーコの手!（1993年）
- 天までとどけ青空クッキング
- P.S. 元気です、俊平（1999年6月24日 - 9月16日） - 赤岩清史
- 3年B組金八先生 第5シリーズ（1999年10月14日 - 2000年3月30日） - 兼末雄一郎
  - 3年B組金八先生スペシャル 友を信じる心（2001年4月5日）
  - 3年B組金八先生 第6シリーズ 第19話（2002年2月28日）
- 池袋ウエストゲートパーク（2000年4月14日 - 6月23日） - 電波くん
  - 池袋ウエストゲートパークスペシャル「スープの回」（2003年3月23日）
- 教習所物語（連続ドラマ版）（2000年10月13日 - 12月22日） - 兼末雄一郎
- ウルトラマンコスモス（2001年7月7日 - 2002年9月28日） - ドイガキ
- ガッコの先生 第4話（2001年10月28日） - ホスト
- 渡る世間は鬼ばかり 第6シリーズ（2003年3月）
- 月曜ミステリー劇場 早乙女千春の添乗報告書15 奥軽井沢湯けむりツアー殺人事件（2004年1月12日） - 松下祐次
- ウルトラマンメビウス 第31話「仲間達の想い」（2006年11月4日） - アナウンサー[注 2]
- きらきら研修医 第8・11話（2007年3月1日・22日） - 田丸保
- おひとりさま 第5話（2009年11月13日）
- うぬぼれ刑事 第1話（2010年7月9日） - 桜木
- ATARU 第8話（2012年6月3日） - 日村将人
- 99.9-刑事専門弁護士- 第9話（2016年6月12日） - 山城敬二
- 月曜名作劇場「西村京太郎サスペンス「十津川警部シリーズ8」外房線に消えた女〜十津川の初恋〜」（2019年3月25日） - 崎田守
- 俺の家の話 第1話（2021年1月22日） - 酔っ払い
- 中居正広の金スマ 太田プロ大集合SP（2021年10月1日）

#### フジテレビ
- リバータウン物語（1989年9月24日）
- 裸の大将放浪記 第42話（1990年8月26日） - リョウスケ
- 17才-at seventeen-（1994年4月28日 - 9月1日） - 土屋稔
- 世にも奇妙な物語 春の特別編「友子の長い朝」（1995年4月3日）
- いいひと。（1997年4月15日 - 6月24日）
- 整形美人。 第1話（2002年4月9日）
- 旬が好き！ 第9話（2002年6月2日）
- 恋するおしゃれデブ（2005年4月8日）
- スカッとジャパン2時間スペシャル（2016年12月5日）
- 医療捜査官 財前一二三6（2019年2月16日）
- スカッとジャパン（2019年2月25日）
- 激談ひとり（2022年11月16日）

#### テレビ朝日
- 超新星フラッシュマン 第23話（1986年8月9日）
- 時空戦士スピルバン 第40話（1987年2月9日）
- 嫁・姑やせがまんダイエット合戦（1987年12月24日）
- 超獣戦隊ライブマン 第19話（1988年7月2日）
- しようよ2♡（1996年11月30日 - 12月21日） - 木村タダシ
- 早乙女タイフーン（2001年7月7日 - 9月22日）
- 京都地検の女 第3シリーズ（2006年4月20日 - 6月22日） - 出口恒雄
- ツジツマ「魔法の天使 後藤幸男」（2008年9月26日） - 剛田課長
- ドラマスペシャル 暴れん坊将軍（2008年12月29日） - 寅吉
- 土曜ワイド劇場 火災調査官・紅蓮次郎 第11作（2010年11月20日） - 鑑識課員
- 仮面ライダーゴースト 第4話（2015年10月25日） - 黒田秀夫
- 刑事7人 第3話（2017年7月26日） - 工藤正彦
- 刑事ゼロ 第7話（2019年2月22日） - 田所健三
- 特捜9 season2 第6話（2019年5月15日） - 島崎透
- 監察の一条さん（2022年6月29日） - 根岸
- 仮面ライダーギーツ 第11話・第12話（2022年11月20日・27日） - バスの運転手・尾形次郎

#### テレビ東京
- 土曜スペシャル 列島の先っぽへ！絶景！ニッポンの岬めぐり旅（2012年4月14日）

#### WOWOW
- 名刺ゲーム 第1話（2017年12月2日）

#### BS-TBS
- 恋とおしゃれと男のコ（2002年12月7日）
- ケータイ刑事 銭形愛 第14話（2003年1月5日）

#### その他
- 社畜人ヤブー（2025年4月4日 - 6月20日、BS松竹東急） - 角田太 役[2]

### 映画
- Happy People（1997年） - 伸夫
- ウルトラマンコスモス2 THE BLUE PLANET（2002年） - ドイガキコウジ（土井垣浩次）隊員
- 仔犬ダンの物語（2002年） - アキラ
- プレイガール（2003年）
- ウルトラマンコスモスVSウルトラマンジャスティス THE FINAL BATTLE（2003年） - ドイガキコウジ（土井垣浩次）隊員
- BIRD'S EYE（2003年） - 田丸
- 力道山（2006年）

### 舞台
- 暴れん坊将軍（新宿コマ劇場）
- ヴェローナの二紳士（2007年10月5日 - 14日、東京グローブ座）
- SINGER5（2009年、紀伊國屋ホール）
- 新・幕末純情伝（2012年7月12日 - 22日、シアターコクーン）
- 浪漫飛行（2012年9月）
- 飛龍伝21（2013年10月5日 - 20日、青山劇場）
- 広島に原爆を落とす日（2013年12月4日 - 8日、俳優座劇場）
- 熱海殺人事件（2014年2月、紀伊國屋ホール）
- つかこうへいダブルス新・幕末純情伝（2014年8月29日 - 9月14日、シアタートラム）
- つかこうへいTriple impact「いつも心に太陽を」（2015年2月12日 - 3月2日、紀伊國屋ホール / 3月14日、森ノ宮ピロティホール）
- AZUMI 幕末編（2015年9月11日 - 24日、新国立劇場中劇場）
- AZUMI NEW YEAR PARTY（2015年12月31日 - 2016年1月4日、Zeppブルーシアター六本木）
- オオカミは走る（2016年4月28日 - 5月1日、東京芸術劇場シアターウエスト）
- つかこうへい7回忌特別公演新・幕末純情伝（2016年6月23日 - 7月24日、天王洲 銀河劇場 / 紀伊國屋ホール / 梅田芸術劇場）
- デルフィニア戦記 第一章（2017年1月、天王洲 銀河劇場） - ガレンス 役
- 熱海殺人事件NEW GENERATIONS（2017年2月 - 3月、紀伊國屋ホール）
- 新・幕末純情伝 FAKE NEWS（2018年7月7日 - 7月30日、紀伊國屋ホール）
- コメディエンヌNo.1（2018年11月21日 - 25日、池袋シアターグリーンBIG TREE THEATER）
- つかこうへい演劇祭 －没後10年に祈る－飛龍伝2020（2020年1月29日 - 2月12日、新国立劇場 中劇場 / 2月22日 - 24日、COOL JAPAN PARK OSAKA TTホール)
- つかこうへい没後10年追悼イベント 朗読劇 蒲田行進曲完結編『銀ちゃんが逝く』（2020年7月10日 - 12日・23日 - 26日、紀伊國屋ホール）
- つかこうへい復活祭2023 新・幕末純情伝（2023年1月28日 - 2月12日、紀伊国屋ホール。同2月17日 - 19日、AiiA 2.5 Theater Kobe）[3]

### オリジナルビデオ
- BE-BOP-HIGHSCHOOL（OVシリーズ第2期 全4作、1997年 - 1998年）
- 日本統一56（2023年）
- 日本統一外伝山崎一門8 〜警視庁VS山崎一門〜（2023年）

### ウェブドラマ
- EXILEになりたい男（2014年4月、全10話、NOTTV）

### CM
- 永谷園
- カメラのさくらや
- 雪印 ネオソフト
- 日本ランド
- 三菱 ビーバーエアコン
- アーク引越センター
- リトルワールド
- レオパレス21「ぶらぶらしてる土地男くん」篇 他（2014年5月） 他
- 白木屋
- Panasonicノートパソコン（ポスターモデル）
- アンドパット